# Colonia Mazachulco
Colonia Mazachulco är ett samhälle i kommunen Mexicaltzingo i delstaten Mexiko i Mexiko. Colonia Mazachulco hade 503 invånare vid folkräkningen år 2020.